# Lithobius apfelbecki
Lithobius apfelbecki är en mångfotingart som beskrevs av Karl Wilhelm Verhoeff 1900. Lithobius apfelbecki ingår i släktet Lithobius och familjen stenkrypare.
Artens utbredningsområde är:
- Bulgarien.
- Bosnien.

Inga underarter finns listade i Catalogue of Life.